# Stil&Stadt
Stil&Stadt war eine werbefinanzierte, kostenlose Zeitung des Hochdruck Verlag und wurde in Hamburg und dem Umland per Postwurfsendung verteilt.

## Geschichte
Erstmals erschien die Zeitung am 2. März 2006 mit einer verbreiteten Auflage von 195.000 Exemplaren als erste Publikation des Hochdruck Verlag. Die Auflage wurde innerhalb von 18 Monaten in drei Schritten um insgesamt 33 % erhöht: am 6. Juni 2006 auf 210.000, am 31. August 2006 auf 230.000 und am 20. September 2007 auf 260.000 Exemplare. Am 14. Juni 2007 galt Stil&Stadt durch eine Kooperation zum 180-jährigen Jubiläum der Hamburger Sparkasse mit einer einmaligen Gesamtauflage von 410.000 Exemplaren als auflagenstärkste Zeitung Hamburgs.
Die letzte erschienene Ausgabe ist die Ausgabe 09-2008. Danach wurde das Magazin gestoppt. Die Homepage wurde einige Wochen nach dem Insolvenzantrag vom Netz genommen.

## Aufmachung
Die zweiwöchentlich verteilte Zeitung mit einem Umfang von 32 Seiten hatte zum Schluss eine Auflage von 260.000 Exemplaren. Sie wurde per Postwurfsendung in den kaufkräftigsten Gebieten Hamburgs und im Hamburger Umland verteilt; durch gezielte Auswahl der belieferten Haushalte überstieg die Kaufkraft der Stil&Stadt-Leser die des Bundesdurchschnitts in manchen Stadtteilen um bis zu 60 %.
An redaktionellem Inhalt wurden in der Zeitung kulturelle Themen wie Konzerte, Theater, Ausstellungen oder Lesungen behandelt, weitere Schwerpunkte waren Restaurant- und Rezept-Tipps, Modetrends und Wohn- und andere designorientierte Themen. Das gesellschaftliche Geschehen wurde mit Porträts und Interviews abgedeckt.